# Beccariella novocaledonica
Beccariella novocaledonica är en tvåhjärtbladig växtart som först beskrevs av Marcel Marie Maurice Dubard, och fick sitt nu gällande namn av André Aubréville. Beccariella novocaledonica ingår i släktet Beccariella och familjen Sapotaceae. Inga underarter finns listade i Catalogue of Life.